# America East Conference

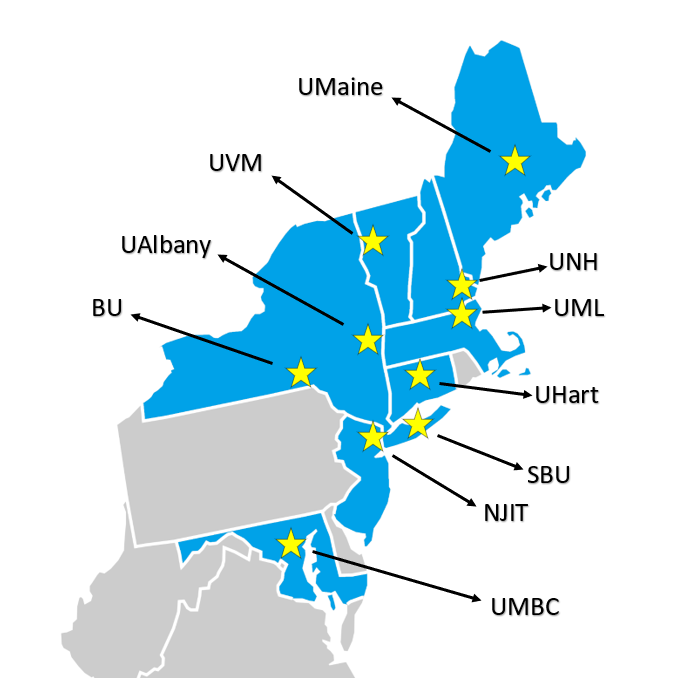
Localización de las universidades.

La America East Conference es una conferencia de la División I de la NCAA cuyos miembros están localizados en el noreste de Estados Unidos. Tiene su sede en Cambridge, Massachusetts. La conferencia se conoció entre 1979 y 1988 como ECAC North, y entre 1988 y 1996 como North Atlantic Conference.

## Miembros

### Miembros actuales
| Logo | Institución                                   | Localización             | Equipo      | Fundada | Tipo    | Año de unión |
| ---- | --------------------------------------------- | ------------------------ | ----------- | ------- | ------- | ------------ |
|      | Universidad de Albany                         | Albany, Nueva York       | Great Danes | 1844    | Pública | 2001         |
|      | Universidad de Binghamton                     | Vestal, Nueva York       | Bearcats    | 1946    | Pública | 2001         |
|      | Universidad Bryant                            | Smithfield, Rhode Island | Bulldogs    | 1863    | Privada | 2022         |
|      | Universidad de Maine                          | Orono, Maine             | Black Bears | 1865    | Pública | 1979         |
|      | Instituto de Tecnología de Nueva Jersey       | Newark, Nueva Jersey     | Highlanders | 1881    | Pública | 2020         |
|      | Universidad de Maryland, Condado de Baltimore | Catonsville, Maryland    | Retrievers  | 1966    | Pública | 2003         |
|      | Universidad de Massachusetts Lowell           | Lowell, Massachusetts    | River Hawks | 1894    | Pública | 2013         |
|      | Universidad de Nuevo Hampshire                | Durham, Nuevo Hampshire  | Wildcats    | 1866    | Pública | 1979         |
|      | Universidad de Vermont                        | Burlington, Vermont      | Catamounts  | 1791    | Pública | 1979         |

### Miembros Asociados
| Institución                         | Localización                 | Equipo       | Fundada | Tipo    | Conferencia primaria  | Deporte                       | Miembro desde |
| ----------------------------------- | ---------------------------- | ------------ | ------- | ------- | --------------------- | ----------------------------- | ------------- |
| Universidad de California, Berkeley | Berkeley, California         | Golden Bears | 1868    | Pública | Pacific-12 Conference | Hockey sobre hierba femenino  | 2015          |
| Merrimack College                   | North Andover, Massachusetts | Warriors     | 1947    | Privada | Northeast Conference  | Lacrosse masculino            | 2022          |
| Universidad Stanford                | Palo Alto, California        | Cardinal     | 1891    | Privada | Pacific-12 Conference | Hockey sobre hierba femenino  | 2015          |
| Universidad de California, Davis    | Davis, California            | Aggies       | 1905    | Pública | Big West Conference   | Hockey sobre hierba femenino  | 2015          |
| Instituto Militar de Virginia       | Lexington, Virginia          | Keydets      | 1839    | Pública | Southern Conference   | Natación masculino y femenino | 2017          |

### Antiguos miembros
| Institución                 | Localización               | Equipo             | Tipo    | Año de unión | Año de salida | Conferencia actual                                                             |
| --------------------------- | -------------------------- | ------------------ | ------- | ------------ | ------------- | ------------------------------------------------------------------------------ |
| Universidad de Rhode Island | Kingston, Rhode Island     | Rams               | Pública | 1979         | 1980          | Atlantic 10 Conference                                                         |
| College of the Holy Cross   | Worcester, Massachusetts   | Crusaders          | Privada | 1979         | 1983          | Patriot League                                                                 |
| Universidad Canisius        | Búfalo, Nueva York         | Golden Griffins    | Privada | 1979         | 1989          | Metro Atlantic Athletic Conference                                             |
| Siena College               | Albany, Nueva York         | Saints             | Privada | 1984         | 1989          | Metro Atlantic Athletic Conference                                             |
| Universidad de Niágara      | Niagara Falls, Nueva York  | Purple Eagles      | Privada | 1979         | 1989          | Metro Atlantic Athletic Conference                                             |
| Universidad Colgate         | Hamilton, Nueva York       | Raiders            | Privada | 1979         | 1990          | Patriot League                                                                 |
| Universidad de Delaware     | Newark, Delaware           | Fightin' Blue Hens | Pública | 1991         | 2001          | Colonial Athletic Association                                                  |
| Universidad Drexel          | Filadelfia Pensilvania     | Dragons            | Privada | 1991         | 2001          | Colonial Athletic Association                                                  |
| Universidad Hofstra         | Hempstead, Nueva York      | Pride              | Privada | 1994         | 2001          | Colonial Athletic Association                                                  |
| Universidad de Towson       | Towson, Maryland           | Tigers             | Pública | 1995         | 2001          | Colonial Athletic Association                                                  |
| Universidad Northeastern    | Boston, Massachusetts      | Huskies            | Privada | 1979         | 2005          | Colonial Athletic Association                                                  |
| Universidad de Boston       | Boston, Massachusetts      | Terriers           | Privada | 1979         | 2013          | Patriot League                                                                 |
| Universidad de Hartford     | West Hartford, Connecticut | Hawks              | Privada | 1985         | 2022          | Independiente (Div. I) (Commonwealth Coast Conference (NCAA Div. III) en 2023) |
| Universidad de Stony Brook  | Stony Brook, Nueva York    | Seawolves          | Pública | 2001         | 2022          | Colonial Athletic Association                                                  |

## Palmarés del baloncesto masculino
| Año       | Año       | Campeón Temp. regular          | Balance | Campeón Torneo    |
| --------- | --------- | ------------------------------ | ------- | ----------------- |
| 2010-11   | 2010-11   | Vermont                        | 13-3    | Boston University |
| 2009-10   | 2009-10   | Stony Brook                    | 13-3    | Vermont           |
| 2008-09   | 2008-09   | Binghamton Vermont             | 13-3    | Binghamton        |
| 2007-08   | 2007-08   | UMBC                           | 13-3    | UMBC              |
| 2006-07   | 2006-07   | Vermont                        | 15-1    | Albany            |
| 2005-06   | 2005-06   | Albany                         | 13-3    | Albany            |
| 2004-05   | 2004-05   | Vermont                        | 16-2    | Vermont           |
| 2003-04   | 2003-04   | Boston University              | 17-1    | Vermont           |
| 2002-03   | 2002-03   | Boston University              | 13-3    | Vermont           |
| 2001-02   | 2001-02   | Vermont                        | 13-3    | Boston University |
| 2000-01   | 2000-01   | Hofstra                        | 16-2    | Hofstra           |
| 1999-2000 | 1999-2000 | Hofstra                        | 16-2    | Hofstra           |
| 1998-99   | 1998-99   | Delaware Drexel                | 15-3    | Delaware          |
| 1997-98   | 1997-98   | Delaware Boston University     | 12-6    | Delaware          |
| 1996-97   | 1996-97   | Boston University              | 17-1    | Boston University |
| 1995-96   | 1995-96   | Drexel                         | 17-1    | Drexel            |
| 1994-95   | 1994-95   | Drexel                         | 12-4    | Drexel            |
| 1993-94   | 1993-94   | Drexel                         | 12-2    | Drexel            |
| 1992-93   | 1992-93   | Drexel                         | 12-2    | Delaware          |
| 1991-92   | 1991-92   | Delaware                       | 14-0    | Delaware          |
| 1990-91   | 1990-91   | Northeastern                   | 8-2     | Northeastern      |
| 1989-90   | 1989-90   | Northeastern Boston University | 9-3     | Boston University |
| 1988-89   | 1988-89   | Siena                          | 16-1    | Siena             |
| 1987-88   | 1987-88   | Siena                          | 16-2    | Boston University |
| 1986-87   | 1986-87   | Northeastern                   | 17-1    | Northeastern      |
| 1985-86   | 1985-86   | Northeastern                   | 16-2    | Northeastern      |
| 1984-85   | 1984-85   | Canisius Northeastern          | 13-3    | Northeastern      |
| 1983-84   | 1983-84   | Northeastern                   | 14-0    | Northeastern      |
| 1982-83   | 1982-83   | Boston University              | 8-2     | Boston University |
| 1981-82   | 1981-82   | Northeastern                   | 8-1     | Northeastern      |
| 1980-81   | 1980-81   | Northeastern                   | 21-5    | Northeastern      |
| 1979-80   | 1979-80   | Boston University              | 19-7    | Holy Cross        |